# Agrilus chalcoderes
Agrilus chalcoderes é uma espécie de inseto do género Agrilus, família Buprestidae, ordem Coleoptera.
Foi descrita cientificamente por Chevrolat, 1835.